# Pierre de La Coste-Messelière
Pierre de La Coste-Messelière (vollständiger Name Pierre René Marie Fernand Médéric François Frotier, marquis de La Coste-Messelière; geboren am 3. März 1894 im Château des Ouches in Saint-Génard; gestorben am 4. Januar 1975 ebenda) war ein französischer Klassischer Archäologe.

## Werdegang
Pierre de La Coste-Messelière begann 1911 ein Studium der Geisteswissenschaften an der Sorbonne in Paris, das er 1913 mit der Licence abschloss. Der Erste Weltkrieg, in dessen Verlauf er sich als Kürassier das Croix de guerre 1914–1918 erwarb, mit seinen Folgen – einer 1917 erlittenen Verwundung – unterbrachen La Coste-Messelières wissenschaftlichen Werdegang bis 1920.
Im Jahr 1921 wurde er Französischlehrer am Institut français d’Athènes und zugleich Mitglied an der École française d’Athènes. Am Institut lehrte er bis 1923, an der École wirkte er bis 1924.
Pierre de La Coste-Messelière wurde 1927 Chargé de conférences an der 4. Sektion für historische und philologische Wissenschaften der École pratique des hautes études. 1930 wurde er dort zum stellvertretenden Professor, 1932 zum Professor (directeur d’études) für griechische Epigraphik und Altertümer ernannt. Die Universität Paris promovierte ihn 1936, der Titel seiner Doktorarbeit lautete Recherches sur quelques monuments archaïques. Mit Beginn des Zweiten Weltkriegs wurde Pierre de La Coste-Messelière erneut eingezogen, nahm im Rang eines Capitaine bis 1940 teil und wurde ein weiteres Mal mit dem Croix de guerre ausgezeichnet. 1964 trat er an der École pratique des Hautes Études in den Ruhestand.

## Wirken
Athen mit seinen archäologischen Sammlungen, vor allem aber die Ausgrabung der École français in Delphi bestimmten die Inhalte des Forschens und Interesses von Pierre de La Coste-Messelière. Eine Epoche und ihre Kunst hatten ihn hierbei besonders in seinen Bann gezogen: die Kunst der Archaik. Ende der 1920er-Jahre war er einer der international führenden Forscher auf diesem Gebiet, das von Adolf Furtwängler bis Walter-Herwig Schuchhardt eine von deutscher Forschung beherrschte Domäne war. Allein drei umfassende Bände der Fouilles de Delphes zur archaischen Kunst waren Ergebnis seiner Forschungen. Hierfür nahm er auch nach seinem Ausscheiden aus der École française d’Athènes im Jahr 1924 bis 1961 noch an 15 weiteren Ausgrabungskampagnen in Delphi teil. Auch wenn er damit kokettierte, allein von archaischer Kunst etwas zu verstehen, vertrat er ein breites Spektrum antiker Kunstgeschichte in Forschung und Lehre.
Pierre de La Coste-Messelière, der von 1919 bis 1959 auch Mitglied des Gemeinderats der Gemeinde Ouches war, wurde 1944 zum Mitglied der Académie des inscriptions et belles-lettres gewählt. Zudem war er Mitglied zahlreicher gelehrter Gesellschaften.

## Mitgliedschaften und Ehrungen
- Mitglied der Académie des inscriptions et belles-lettres
- Offizier der Ehrenlegion
- Mitglied der Archäologischen Gesellschaft Athen
- Mitglied des Deutschen Archäologischen Instituts
- Mitglied der Société des antiquaires de l’Ouest
- Mitglied der Société des archives historiques du Poitou

## Publikationen (Auswahl)
Eine Bibliographie von Pierre de La Coste-Messelière wurde im Bulletin de correspondance hellénique veröffentlicht.
- mit Charles Picard: École française d’Athènes. Sculptures grecques de Delphes. De Boccard, Paris 1927.
- mit Charles Picard: Art archaïque: Les trésors „ioniques“ (= École française d’Athènes. Fouilles de Delphes. Band 4: Monuments figurés, sculpture. Faszikel 2). De Boccard, Paris 1928.
- Art archaïque (fin): Sculptures des temples (= École française d’Athènes. Fouilles de Delphes. Band 4: Monuments figurés, sculpture. Faszikel 3). De Boccard, Paris 1931.
- Au musée de Delphes. Recherches sur quelques monuments archaïques et leur décor sculpté. De Boccard, Paris 1936
- Delphes. De Chêne, Paris 1943 (Neuauflage Hachette, Paris 1957).
- Sculptures du trésor des Athéniens (= École française d’Athènes. Fouilles de Delphes. Band 4: Monuments figurés, sculpture. Faszikel 4). De Boccard, Paris 1957.